# Leptocerus datrayukta
Leptocerus datrayukta är en nattsländeart som beskrevs av Schmid 1987. Leptocerus datrayukta ingår i släktet Leptocerus och familjen långhornssländor. Inga underarter finns listade i Catalogue of Life.